# Thaw (くるりのアルバム)
『thaw』（ソー）は、くるりの未発表作品集（コンセプト・アルバム）。2020年4月15日にデジタル配信。CD盤は同5月27日発売。

## 概要
- 2020年3月から行う予定だったツアー「特Q」が新型コロナウイルスの影響で中止となったことを受け、3月14日に急遽リリースを決定したアルバム[1]。
- デビュー後1998年2月から、2018年までの間の未発表の楽曲を11曲（CD盤は15曲）収録。当初は14曲を想定していたが、のちに1曲追加された[2]。このうち4曲は、現在入手困難である2006年リリースの『ベスト オブ くるり -TOWER OF MUSIC LOVER-』初回限定盤CDに付属していた楽曲と重複する。田中佑司（現bonobos）在籍時（第6期）の楽曲が2曲初出となった。
- 「evergreen」を除きほとんどが録音当時の録音素材およびミックスにマスタリングを施したものを収録している[3]。
- タイトルは「解凍」を意味する"thaw"から。
- ジャケットにはリスボンの市街ケーブルカーのガントレットの写真が採用されている[4]。

## 収録曲
以下の解説は岸田繁のオフィシャルライナーノーツを出典とする。

### デジタル配信版
1. 心のなかの悪魔
2009年『魂のゆくえ』のレコーディング期のリハーサル・テイクをそのまま収録。
CD版発売日の5月27日に、鳥飼茜の描き下ろしネームを使用したミュージックビデオが公開された[5]。
2. 鍋の中のつみれ
2008年秋頃、『魂のゆくえ』に向けた楽曲製作のなかで制作。
アルバムのコンセプトから外れていることを理由に未収録。2008年～09年頃にはライブでも披露されていた。
エンジニアはトム・デュラック。
3. ippo
2011年4月、のちにバンドに加入することになる吉田省念、田中佑司と共にセッションしながら書き上げた作品。
田中の脱退に伴い、未収録（田中在籍時の音源としては、初めて世に出る楽曲となる）。2011年頃にはライブでも披露されていた。
4. チェリーパイ
2000年頃、『TEAM ROCK』製作に向けて制作された楽曲。
アウトロに1stシングル『東京』の音源の一部が用いられている。
エンジニアは高山徹。
5. evergreen
2012年製作「my sunrise」から着想し書き上げた楽曲。『坩堝の電圧』期に完成間近となったがスケジュールの都合でレコーディングを中断。
この曲のみ、本作収録にあたり2020年3月に新たに（録られていなかった）ヴォーカルとオーバーダビング、ミックスを施し完成させた[3]。
エンジニアは谷川充博。
6. Hotel Evropa
2007年、『ワルツを踊れ』製作中のヨーロッパ滞在中に録音したインストゥルメンタル曲。
楽曲は全て、佐藤の手によって作られ完成している。
7. ダンスミュージック
『チェリーパイ』同様、『TEAM ROCK』期に制作。インストゥルメンタル曲。
本曲のみ正式なタイトルがついていなかったため、本作収録にあたり佐藤が新たに命名した。
8. 怒りのぶるうす
2003年、大村達身の加入および森信行の脱退後に制作。
トニー・ドゥーガンのプロデュースのもとで行われたプロダクションのうち、お蔵入りになった楽曲の1つ。
9. Giant Fish
1998年のメジャーデビューを機に大量に試作された楽曲の1つ。
正式なミックス・ダウンではなく、東京都東中野で録音されたデモ音源を収録。
10. さっきの女の子
2005年『NIKKI』のレコーディング期に制作。
11. 人間通
「チェリーパイ」同様、『TEAM ROCK』期に制作。
ブリッジ部に用いられているピアノの循環フレーズは、のちに「ばらの花」で日の目をみることになる。

### CD盤
上記の曲に加えて以下の4曲を収録。
1. Only You
「Giant Fish」同様、メジャーデビュー時の試作の1つ。
2. Wonderful Life
大鵬薬品工業「チオビタドリンク」CMソングとして2011年10月から短期間オンエアされていた未発表曲。
吉田省念の作曲で、「ippo」と同様、田中佑司在籍時の音源としては初出で、この期にレコーディングされた全2曲がすべて世に出た形となった。
3. Midnight Train（has gone）
2005年『NIKKI』のレコーディング期に制作。
4. ヘウレーカ!
『又吉直樹のヘウレーカ!』(NHK Eテレ 2018年)に書き下ろした楽曲。